# Коптос
Коптос или Кифт (арап. قفط (Кифт); египатски: Gebtu; коптски: Keft, Kebto; грчки: Κόπτος) је мали град у Египту у гувернорату Кена. Налази се на источној обали Нила, око 43 km северно од Луксора.
Град је постојао још од 4000 година п. н. е. У античко доба имао је велики значај као стратешко место на караванским путевима између долине Нила и Црвеног мора. У граду су поштована божанства Мин, Хорус и Изида. 